# Talaweri
Talaweri – wieś w Gruzji, w regionie Dolna Kartlia, w gminie Bolnisi. W 2014 roku liczyła 5038 mieszkańców.